# Krośnice (gemeente)
De gemeente Krośnice is een landgemeente in het Poolse woiwodschap Neder-Silezië, in powiat Milicki.
De zetel van de gemeente is in Krośnice.
Op 30 juni 2004 telde de gemeente 7927 inwoners.

## Oppervlakte gegevens
In 2002 bedroeg de totale oppervlakte van gemeente Krośnice 178,73 km², waarvan:
- agrarisch gebied: 49%
- bossen: 37%

De gemeente beslaat 25% van de totale oppervlakte van de powiat.

## Demografie
Stand op 30 juni 2004:
| Omschrijving                   | Totaal | Totaal | Vrouwen | Vrouwen | Mannen | Mannen |
| ------------------------------ | ------ | ------ | ------- | ------- | ------ | ------ |
| eenheid                        | aantal | %      | aantal  | %       | aantal | %      |
| inwoners                       | 7927   | 100    | 3929    | 49,6    | 3998   | 50,4   |
| bevolkingsdichtheid (inw./km²) | 44,4   | 44,4   | 22      | 22      | 22,4   | 22,4   |

In 2002 bedroeg het gemiddelde inkomen per inwoner 1405,48 zł.

## Administratieve plaatsen (sołectwo)
Brzostowo, Bukowice (2 sołectwa), Czarnogoździce, Czeszyce, Dąbrowa, Dziewiętlin, Grabownica, Kotlarka, Krośnice, Kubryk, Kuźnica Czeszycka, Lędzina, Luboradów, Łazy Małe, Łazy Wielkie, Pierstnica Mała, Pierstnica Duża, Police, Stara Huta, Suliradzice, Świebodów, Wąbnice, Wierzchowice, Żeleźniki.
Overige plaatsen: Brzostówko, Łazy-Poręba

## Aangrenzende gemeenten
Dobroszyce, Milicz, Sośnie, Twardogóra, Zawonia